# Station Abscon
Station Abscon is een spoorwegstation in de Franse gemeente Abscon. Het station is gesloten.